# Getafe
Getafe é um município da Espanha na província e Comunidade de Madrid. Faz parte da Área metropolitana de Madrid e situa-se 14 km a sul da cidade de Madrid. Tem 78,8 km² de área e em 2021 tinha 183 095 habitantes (densidade: 2 336 hab./km²).
Tem uma atividade industrial e comercial importante. Além de abrigar uma das fábricas da Airbus, também abriga a sede da Universidade Carlos III de Madrid. Abriga o centro geográfico da Península Ibérica, o Monte dos Anjos (Cerro de los Ángeles). A equipa de futebol local ascendeu recentemente à primeira divisão do Campeonato Espanhol de Futebol.